# Piste de l'Ours
 (novembre 2016).
 (mai 2015).
Si vous disposez d'ouvrages ou d'articles de référence ou si vous connaissez des sites web de qualité traitant du thème abordé ici, merci de compléter l'article en donnant les références utiles à sa vérifiabilité et en les liant à la section « Notes et références ».

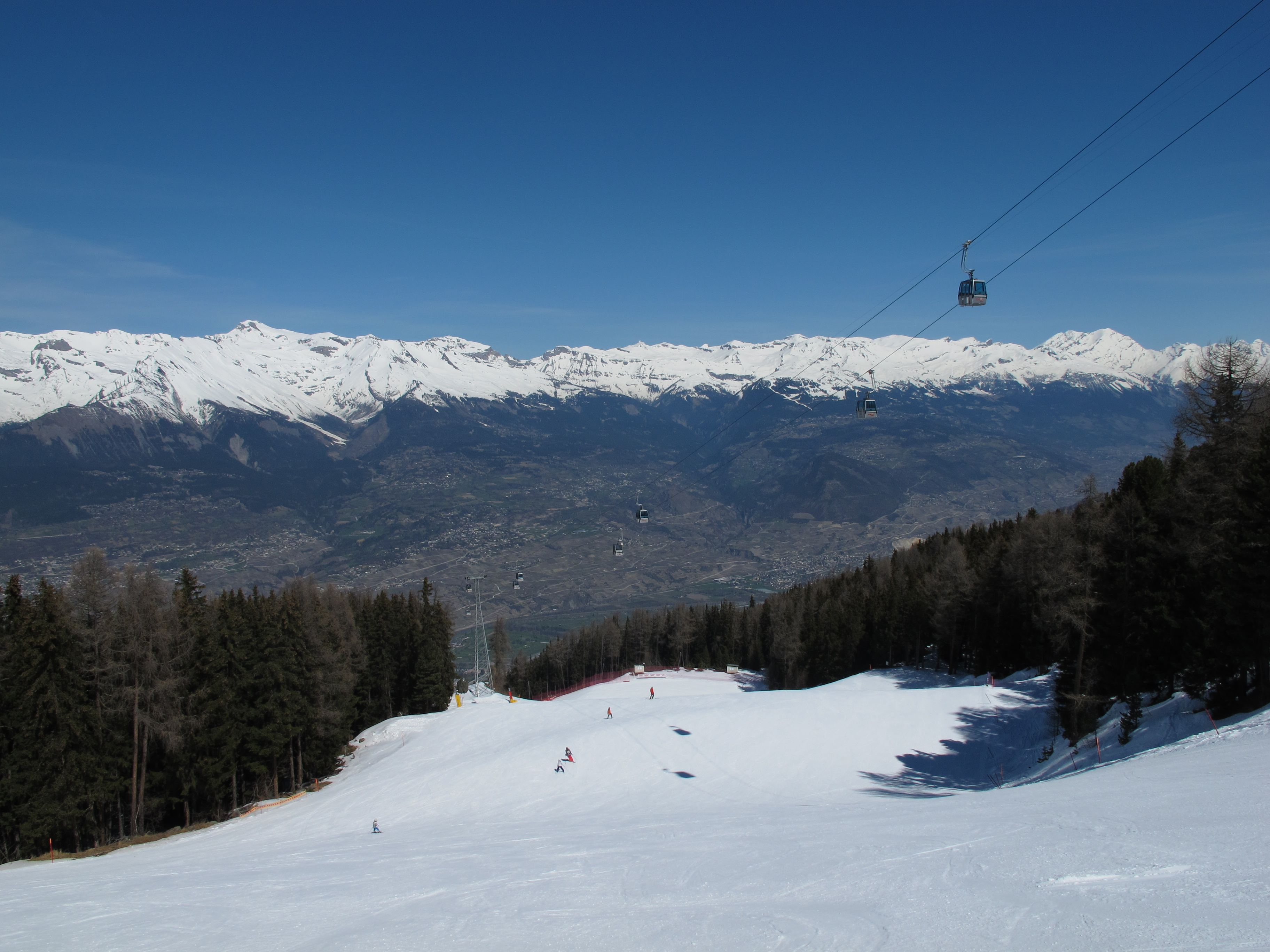
La piste de l'Ours en mars 2015.

La Piste de l'Ours est une piste rouge de ski alpin créée en 1969 dans le canton du Valais, en Suisse. Elle est située sur les communes de Sion, Nendaz et Vex et fait partie des stations de Thyon, Veysonnaz et du domaine skiable des 4 Vallées.

## Historique
(mai 2015).

### Les débuts de la Piste de l’Ours
En 1969, sous l'impulsion de René Fournier, aiguillé par deux compétiteurs de l'époque, les frères Régis et Alby Pitteloud, la piste est créée sur le lieu de l'ancienne et imposante forêt de la Bourgeoisie de Sion.
Le 4 décembre 1969, une autorisation officielle de déboisement de 800 hectares de forêt est délivrée pour la création de la Piste de l’Ours. En réalité, le déboisement commence le 21 novembre à la suite d'une autorisation donnée au téléphone par le conseiller fédéral Hans Peter Tschudi, le 19 novembre. Ce déboisement provoque de nombreuses réactions au sein des journaux alémaniques, notamment dans la Neue Zürcher Zeitung.
Prévue pour être le lieu de la descente hommes aux Jeux olympiques d'hiver de 1976 (pour lesquels Sion était la ville candidate), la piste devient progressivement le cadre des compétitions de haut niveau, comme les championnats suisses de ski en 1971. Cette même année, la Piste de l'Ours permet l'organisation de deux descentes de coupe d'Europe.
Honoré Bonnet, skieur français, la qualifie de « plus belle piste du monde » lors de sa visite en 1970 pour l'examen de la candidature de Sion aux Jeux olympiques.
En janvier 1970, la piste est détournée en raison des conditions atmosphériques très difficiles ; il n'est pas possible de l'aménager jusqu'à l'arrivée. Les organisateurs prennent donc la décision de la dévier sur Magrappé Veysonnaz. La longueur de cette piste détournée est de 3,5 km pour les hommes (dénivellation 940 m) et 2,6 km pour les dames (dénivellation 580 m). Quant au slalom, il est disputé sur les crêtes de Thyon.
Grâce à ces nouvelles dispositions, la 5e coupe d'Europe des juniors se déroule dans d'excellentes conditions et conformément au programme initial.
Du 4 au 7 mars 1971, les 65e championnats suisse de ski ont lieu à Veysonnaz-Thyon. La descente est située sur la Piste de l’Ours et le géant sur celle des Mayens.
En février 1972, la coupe d'Europe de descente se tient sur la piste de l'Ours ouverte pour la première fois sur toute sa longueur, à une compétition internationale. Kurt Engstler s'impose en 2 min 20 s 01. Chez les femmes, Sigrid Eberlé s'impose en étant la seule à descendre sous les 1 min 53 s.
En 1977, le Conseil fédéral autorise la construction de la télécabine de l'Ours. Celle-ci est inaugurée le 17 décembre 1981 et est la plus rapide d’Europe à sa mise en service. Le Français René Sulpice et le Suisse Bernhard Russi homologuent la piste pour la FIS en 1981. Les premiers canons à neige sont mis en service en décembre 1988.
Le 23 janvier 1990 se déroule la 1re Coupe du Monde de ski sur la Piste de l'Ours, avec un géant homme remporté par l’Autrichien Richard Kröll.
En janvier 1993, cette piste obtient pour la première fois une descente homme de coupe du monde. Dès lors, la piste de l'Ours devient un rendez-vous annuel de la coupe du monde de ski alpin, avec, en 1995 trois courses dames, en 1996 trois courses hommes et en janvier 1998, 2 slaloms hommes.
Elle fait partie des sites olympiques retenus pour la candidature de Sion ville candidate à l'organisation des Jeux olympiques d'hiver de 1976, 2002, 2006 et 2026.
En 2016, la télécabine fait peau neuve. La télécabine installée en 1981, est entièrement remplacée par une nouvelle télécabine plus rapide, plus moderne, et de plus grande capacité.

## Projet de liaison Sion – 4 Vallées
Dès 1965, un projet fait état de relier Sion aux Mayens-de-Sion par une télécabine. Cependant, cette réalisation n'est pas jugée prioritaire en raison de la récente réfection de la route. Le conseil municipal de l'époque avait traité ce sujet au-delà d’une simple intention.
En 2013, la commune de Sion fusionne avec celle de Salins, ce qui la lie directement au domaine des quatre Vallées. Sous l'impulsion de Marcel Maurer, le projet redevient un thème d’étude. En effet, le renouvellement de la concession octroyée à TéléVeysonnaz SA pour l’installation de la piste de l’Ours, invite à repenser cette liaison en y incluant un nouveau tronçon, à savoir celui de Sion-Mayens de l’Hôpital.
Dans ce sens, la liaison plaine-montagne prend tout son sens, car elle permet un accès facilité aux quatre Vallées, dont Sion deviendrait l’une des portes d’entrée principale.
En février 2015, la société TéléSion SA a vu le jour. La bourgeoisie de Sion et huit autres communes (Les Agettes, Vex, Hérémence, Veysonnaz, Nendaz, Isérables, Bagnes et Sion) ont signé l’acte de création. La société anonyme veut obtenir une concession pour une liaison par câble entre la commune de Sion et le domaine skiable des 4 Vallées. Cette société est munie à sa création d'un capital-action de 100'000 francs.
En mai 2015, le Conseil municipal de Sion rend publique dans un bulletin officiel de la commune, ce qu'il a décidé en séance du 16 avril 2015, c'est-à-dire la création d'une zone réservée dans l'optique de garantir le tracé de la liaison câblée reliant Sion aux Mayens de l'Hôpital,.
En mai 2015, une convention est signée entre TéléVeysonnaz, la ville de Sion et la bourgeoisie de Sion, propriétaire des terrains de la potentielle station amont de la télécabine. Cela permettra à la future installation provenant de la plaine d'être directement raccordée à la télécabine à destination du plateau de Thyon.
En février 2019, la commune de Sion dépose le projet auprès de l'Office fédéral des transports. Le but est d'obtenir une concession pour le transport de voyageurs régional. Cela permettrait d'utiliser la télécabine comme un transport public. Il est ,par ailleurs, prévu de relier par une ligne de bus les Collons et Veysonnaz à la nouvelle télécabine. Toutefois, dans une étude commandée par l'état du Valais en 2011, le projet est jugé comme étant de faible intérêt, car n'ayant aucun rôle de transport public. La raison est qu'il n'y a aucune habitation au niveau de la station amont. Le président de Sion, Philippe Varone, juge toutefois que la télécabine a vocation à être un service public.
Le coût du projet est estimé à 25 millions de francs suisses. Le temps de parcours sera de 12 minutes.

## Données techniques
- Situation géographique : 12 minutes de Sion, rive gauche du Rhône, Cône de Thyon
- Orientation : Exposition totale au nord
- Description du terrain traversé par la piste : Alpage, pâturage, tranchées dans la forêt
- Piste homologuée : FIS toutes disciplines dames et hommes
- Enneigement : 90 à 200 cm. Installations assurant un enneigement idéal sur toute la piste de novembre à avril
- Possibilités de clôture : Sur toute la piste par clôture mobile
- Remontées mécaniques : Télécabine de l'Ours 1550 personnes/heure[3].

### Descente hommes
- Altitude de départ : 2 390 m
- Altitude d'arrivée : 1 490 m
- Dénivellation : 900 m
- Déclivité maximum : 51 %
- Déclivité moyenne : 35 %
- Déclivité minimum : 8 %
- Longueur développée totale : 3 470 m
- Homologation FIS : 3836/186/91

### Descente femmes
- Altitude de départ : 2 170 m
- Altitude d'arrivée : 1 490 m
- Dénivellation : 680 m
- Déclivité maximum : 51 %
- Déclivité moyenne : 27 %
- Déclivité minimum : 8 %
- Longueur développée totale : 2 500 m
- Homologation FIS : 6697/102/02

## Vainqueurs coupe du monde de ski

### Messieurs
| Année | Discipline | Vainqueur            |
| ----- | ---------- | -------------------- |
| 1990  | Géant      | Richard Kröll        |
| 1990  | Géant      | Fredrik Nyberg       |
| 1990  | Slalom     | Armin Bittner        |
| 1993  | Géant      | Michael von Grünigen |
| 1993  | Descente   | Franz Heinzer        |
| 1993  | Slalom     | Thomas Stangassinger |
| 1993  | Combiné    | Marc Girardelli      |
| 1996  | Descente   | Bruno Kernen         |
| 1996  | Descente   | Bruno Kernen         |
| 1996  | Slalom     | Sébastien Amiez      |
| 1996  | Combiné    | Marc Girardelli      |
| 1998  | Slalom     | Thomas Stanssinger   |
| 1998  | Combiné    | Hermann Maier        |

### Dames
| Année | Discipline | Vainqueur             |
| ----- | ---------- | --------------------- |
| 1990  | Descente   | Katharina Gutensohn   |
| 1990  | Descente   | Katharina Gutensohn   |
| 1990  | Géant      | Mateja Svet           |
| 1993  | Descente   | Katja Seizinger       |
| 1993  | Descente   | Anja Haas             |
| 1993  | Super-G    | Carole Merle          |
| 1993  | Géant      | Deborah Compagnoni    |
| 1993  | Slalom     | Pernilla Wiberg       |
| 1995  | Super-G    | Alexandra Meissnitzer |
| 1995  | Géant      | Pernilla Wiberg       |
| 1998  | Slalom     | Hilde Gerg            |
| 1998  | Combiné    | Alexandra Meissnitzer |
| 1998  | Slalom     | Karin Roten Meier     |
| 1998  | Combiné    | Hilde Gerg            |
| 2004  | Slalom     | Renate Götschl        |
| 2004  | Combiné    | Hilde Gerg            |

## Vainqueurs coupe du monde de snowboardcross

### Messieurs
| Année | Discipline                    | Vainqueur                            |
| ----- | ----------------------------- | ------------------------------------ |
| 2010  | Snowboardcross SBX            | Pierre Vaultier                      |
| 2012  | Snowboardcross SBX            | Andrey Boldykov                      |
| 2012  | Snowboardcross SBX            | Nate Holland                         |
| 2013  | Snowboardcross SBX            | Mateusz Ligocki                      |
| 2013  | Snowboardcross SBX par équipe | Christopher Robanske Robert Fagan    |
| 2014  | Snowboardcross SBX            | Fabio Cordi                          |
| 2015  | Snowboardcross SBX            | Lucas Eguibar                        |
| 2015  | Snowboardcross SBX            | Alex Pullin                          |
| 2016  | Snowboardcross SBX            | Baptiste Brochu                      |
| 2016  | Snowboardcross SBX            | Lucas Eguibar                        |
| 2017  | Snowboardcross SBX            | Pierre Vaultier                      |
| 2017  | Snowboardcross SBX par équipe | Markus Schairer Alessandro Haemmerle |
| 2018  | Snowboardcross SBX            | Nate Holland                         |
| 2018  | Snowboardcross SBX par équipe | Paul Berg Konstantin Schad           |
| 2019  | Snowboardcross SBX            | Lucas Eguibar                        |

### Dames
| Année | Discipline                    | Vainqueur                           |
| ----- | ----------------------------- | ----------------------------------- |
| 2010  | Snowboardcross SBX            | Helene Olafsen                      |
| 2012  | Snowboardcross SBX            | Lindsey Jacobellis                  |
| 2012  | Snowboardcross SBX            | Lindsey Jacobellis                  |
| 2013  | Snowboardcross SBX            | Nelly Moenne-Loccoz                 |
| 2013  | Snowboardcross SBX par équipe | Maelle Ricker et Dominique Maltais  |
| 2014  | Snowboardcross SBX            | Dominique Maltais                   |
| 2015  | Snowboardcross SBX            | Michela Moioli                      |
| 2015  | Snowboardcross SBX            | Dominique Maltais                   |
| 2016  | Snowboardcross SBX            | Alexandra Jekova                    |
| 2016  | Snowboardcross SBX            | Michela Moioli                      |
| 2017  | Snowboardcross SBX            | Charlotte Bankes                    |
| 2017  | Snowboardcross SBX par équipe | Michela Moioli Raffaella Brutto     |
| 2018  | Snowboardcross SBX            | Michela Moioli                      |
| 2018  | Snowboardcross SBX par équipe | Nelly Moenne-Loccoz Chloé Trespeuch |
| 2019  | Snowboardcross SBX            | Eva Samková                         |